# Zirc vasútállomás
Zirc vasútállomás  egy Veszprém vármegyei vasútállomás, amit a GYSEV üzemeltet Zirc városában. A lakott terület északkeleti részén helyezkedik el, majdnem közvetlenül a 82-es főút keleti oldalán. Az állomás mellett üzemel a város helyközi autóbusz-állomása is.

## Vasútvonalak
- Győr–Veszprém-vasútvonal (11)
- Zirc–Dudarbánya-vasútvonal (11a) – személyforgalom nincs

## Kapcsolódó állomások
A vasútállomáshoz az alábbi állomások vannak a legközelebb:
- Porva-Csesznek megállóhely (Győr vasútállomás, Győr–Veszprém-vasútvonal)
- Kardosrét megállóhely (Dudar vasútállomás, Zirc–Dudarbánya-vasútvonal)
- Olaszfalu megállóhely (Veszprém vasútállomás, Győr–Veszprém-vasútvonal)

## Forgalom
| Járat        | Útvonal | Gyakoriság |
| ------------ | --- | ---------- |
| személyvonat | Győr – Győr-Gyárváros – Győrszabadhegy – Nyúl – Pannonhalma – Tarjánpuszta – Győrasszonyfa – Veszprémvarsány – Bakonygyirót – Bakonyszentlászló – Vinye – Porva-Csesznek – Zirc – Eplény – Veszprém | 2 óránként |